# Communauté d’agglomération Creil Sud Oise
Die Communauté d’agglomération Creil Sud Oise ist ein französischer Gemeindeverband mit der Rechtsform einer Communauté d’agglomération im Département Oise in der Region Hauts-de-France. Sie wurde am 30. November 2016 gegründet und umfasst elf Gemeinden. Der Verwaltungssitz befindet sich in der Stadt Creil.

## Historische Entwicklung
Der Gemeindeverband entstand mit Wirkung vom 1. Januar 2017 durch die Fusion der Vorgängerorganisationen
- Communauté de l’agglomération Creilloise und
- Communauté de communes Pierre-Sud-Oise.

## Mitgliedsgemeinden
| Gemeinde                                  | Einwohner 1. Januar 2022 | Fläche km² | Dichte Einw./km² | Code INSEE | Postleitzahl |
| ----------------------------------------- | ------------------------ | ---------- | ---------------- | ---------- | ------------ |
| Cramoisy                                  | 804                      | 6,30       | 128              | 60173      | 60660        |
| Creil                                     | 36.494                   | 11,09      | 3.291            | 60175      | 60100        |
| Maysel                                    | 214                      | 3,71       | 58               | 60391      | 60660        |
| Montataire                                | 13.944                   | 10,66      | 1.308            | 60414      | 60160        |
| Nogent-sur-Oise                           | 21.859                   | 7,46       | 2.930            | 60463      | 60180        |
| Rousseloy                                 | 283                      | 3,90       | 73               | 60551      | 60660        |
| Saint-Leu-d’Esserent                      | 4.576                    | 13,08      | 350              | 60584      | 60340        |
| Saint-Maximin                             | 3.153                    | 12,33      | 256              | 60589      | 60740        |
| Saint-Vaast-lès-Mello                     | 1.009                    | 7,97       | 127              | 60601      | 60660        |
| Thiverny                                  | 1.061                    | 2,06       | 515              | 60635      | 60160        |
| Villers-Saint-Paul                        | 6.500                    | 4,93       | 1.318            | 60684      | 60870        |
| Communauté d’agglomération Creil Sud Oise | 89.897                   | 83,49      | 1.077            | –          | –            |